# Antigua és Barbuda világörökségi helyszínei
Antigua és Barbuda területéről eddig egy helyszín került fel a világörökségi listára.
| | Antigua hajójavító és régészeti helyszíne |
| Felvétel: 2016 |                                           |
| Kulturális (II)(IV) |                                           |
| Hivatkozás: 1499, védett terület: 255 ha, pufferzóna: 3873 ha |                                           |
| A helyszín hajójavító dokkokból és a hozzá tartozó régészeti lelőhelyből áll, amely falakkal körülvett védművekkel megerősített György korabeli épületek csoportja. A hajójavító és -építő műhelyeket a hozzájuk tartozó kiegészítő épületekkel akkor emelték amikor az európai nemzetek minél nagyobb befolyásért küzdöttek cukornádtermelésük miatt fontos, a Karib-térség keleti részén fekvő szigeteken. Antigua kedvező elhelyezkedése komoly előnyt biztosított a brit gyarmatosítóknak riválisaik fölött. Az építkezéshez afrikai származású rabszolgákkal biztosították a szükséges munkaerőt, az épületek formája és elrendezése bemutatja azt a folyamatot, ahogy a tradicionális brit épülettípusok alkalmazkodtak a helyi, trópusi éghajlathoz. A helyszínhez egy 225 hektáros terület tartozik, az itt álló, mára már részben romos épületeket egy részét már 1725-ben használatba vették, és 1984-ben nyilvánították védett övezetnek. Túlnyomó többségük a 18. és a 19. században épült, jelentős részük megőrizte eredeti formáját és funkcióját. Legnagyobb részüket nemrég restaurálták vagy a közeljövőben fogják felújítani, viszont a védett területen kívül eső épületek elhanyagolt állapotban vannak. |                                           |

## Elhelyezkedése
|  | Antigua hajójavító |